# Blechspielzeug

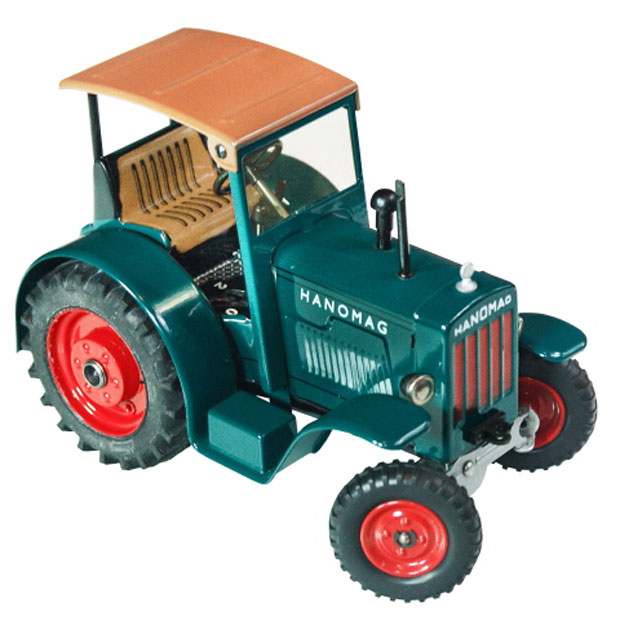
KOVAP Blechspielzeug Traktor Hanomag R 40

Blechspielzeug ist ein Sammelbegriff für Spielzeug, das aus Weißblech hergestellt wird. Dazu gehören Modelleisenbahnen und -autos, aber auch diverse mechanische Spielzeuge. Modernes Spielzeug besteht jedoch aus Kostengründen meist aus Kunststoff, teilweise auch aus Holz. Das Blechspielzeug ist daher heute selten und ein Sammelobjekt; so werden für alte Stücke mitunter sehr hohe Preise bezahlt. Zu den nach wie vor verkauften Klassikern gehört der Brummkreisel.

## Geschichte

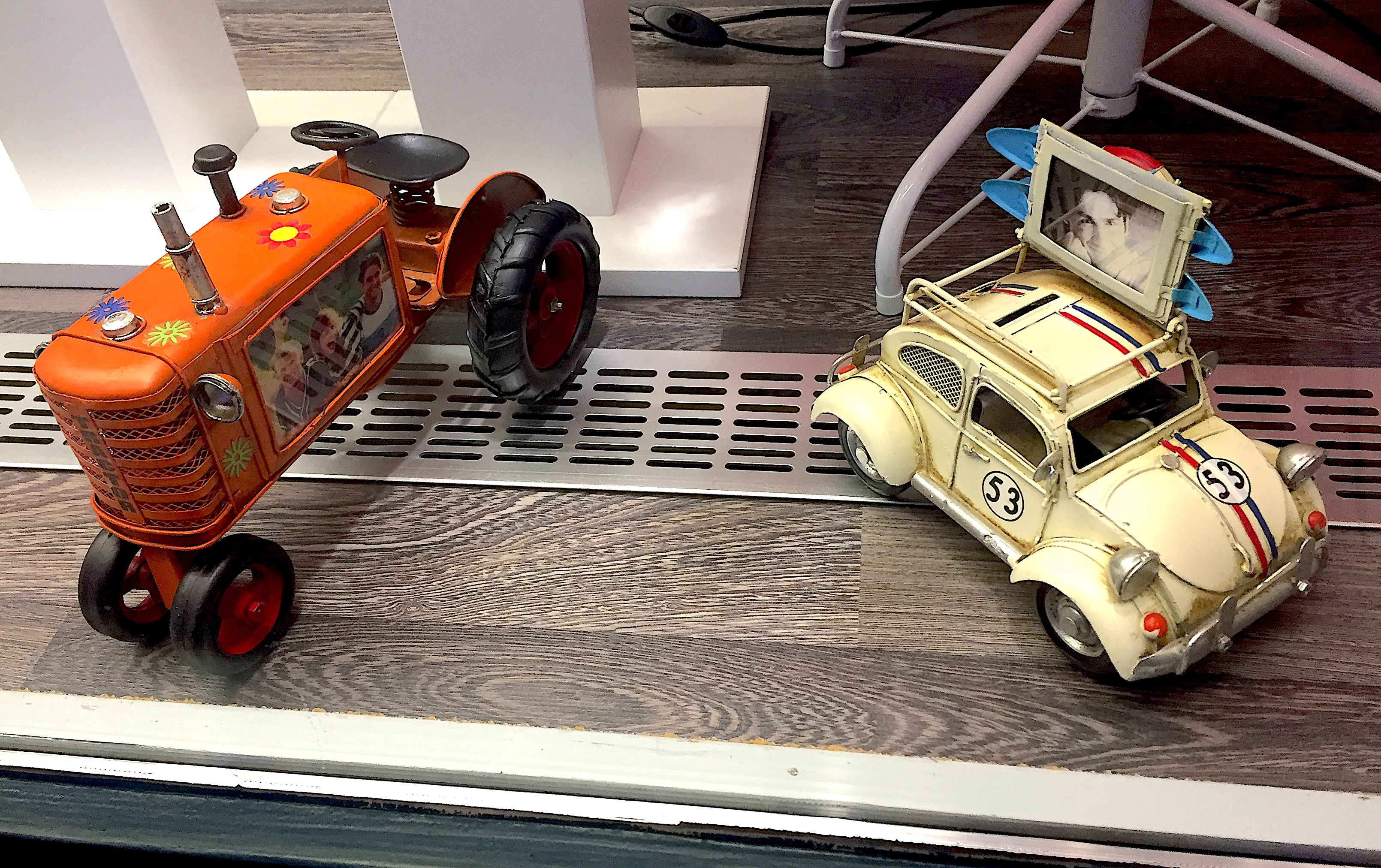
Blechspielzeug als Motivrahmen

Das erste Blechspielzeug in Deutschland wurde im 19. Jahrhundert vermutlich vom schwäbischen Hersteller Rock & Graner  produziert, zunächst in Manufakturen, ab etwa 1890 in industrieller Massenfertigung. Die Fertigung von Blechspielzeug erlebte zwischen 1890 und 1910 eine Blütezeit., verantwortlich dafür waren sowohl verbesserte Stanz- und Druckmaschinen als auch günstigere Methoden der Farbanwendung. Die deutschen Produkte waren einige Zeit weltweit ein Verkaufsschlager, Nürnberg und das Patentwerk Ernst Paul Lehmann in Brandenburg an der Havel die führenden Produktionsstandorte. Das änderte sich in den 1950er Jahren, als Japan die deutsche Konkurrenz hinter sich ließ.

## Bekanntes Blechspielzeug/Blechspielwaren
- Eisenbahnen

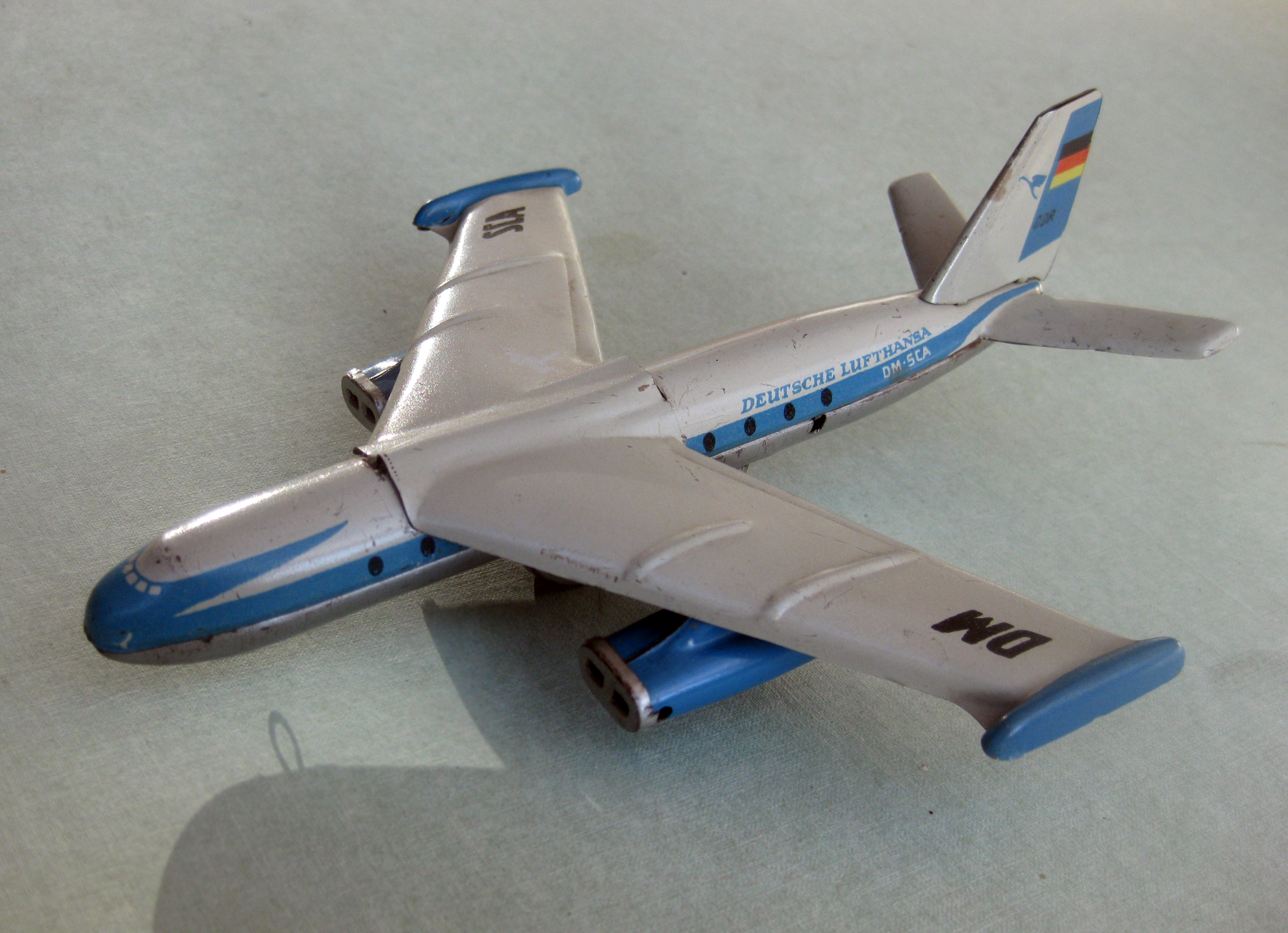
Die Baade 152, zur Bauzeit des Modells war das Original noch nicht flugfähig

Karussell jüngeren Datums aus Blech

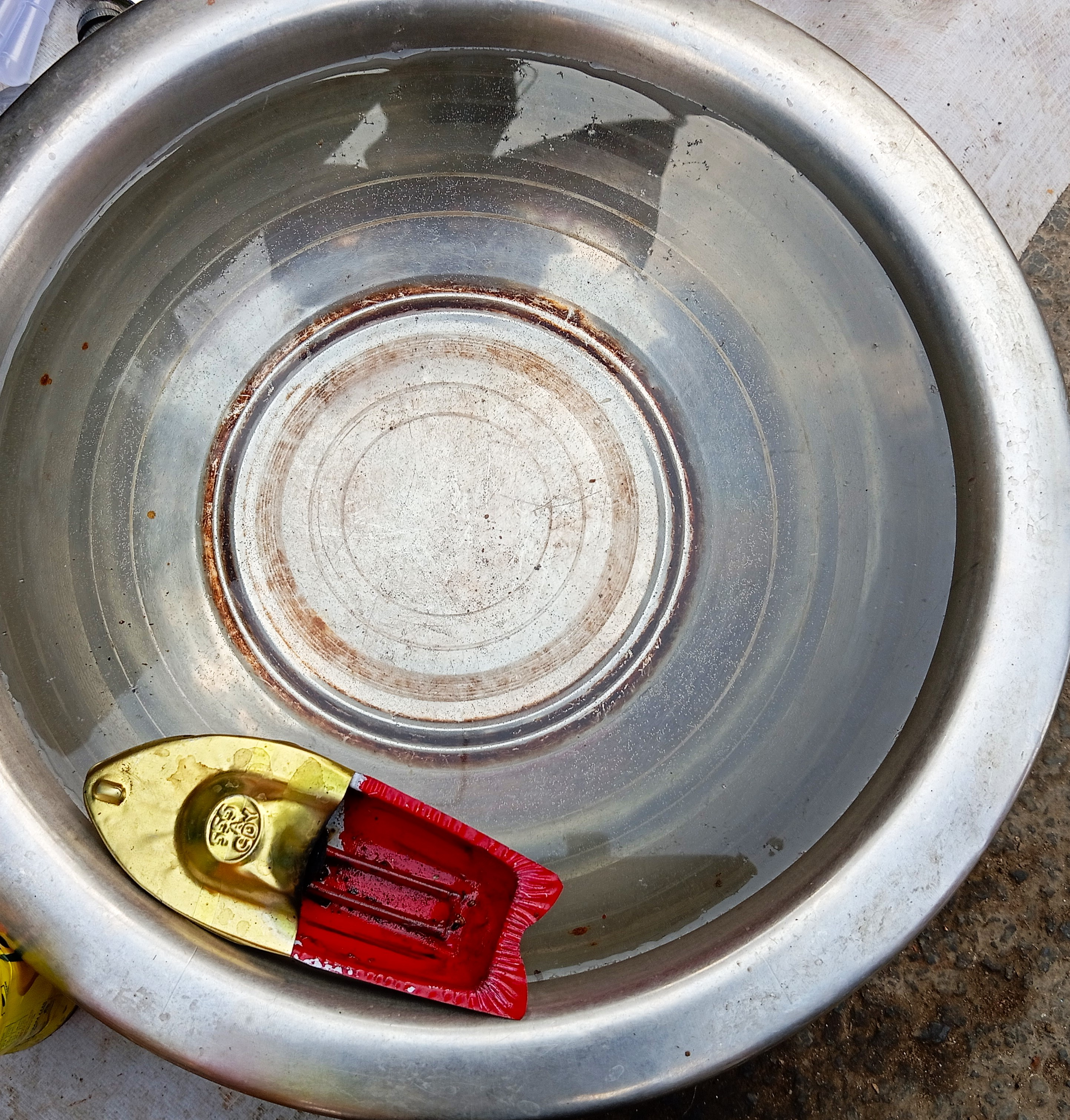
Spielzeugboot aus Blech

- Autos und Motorräder, z. B. von Schuco in Fürth
- Traktoren und landwirtschaftliche Geräte, z. B. von KOVAP aus Tschechien
- Modelldampfmaschinen, z. B. von Wilesco in Lüdenscheid
- Flugzeuge und Zeppeline
- Karussells
- Laterna magica
- Schiffe
- Militärspielzeug
- Metallbaukasten
- Tiere, z. B. von GKN in Nürnberg
- Tretautos
- Brummkreisel
- Roboter
- Spielzeug von Blomer & Schüler